# Ковбасна (залізничне селище)
Ковба́сна (рос. Колбасна; рум. Cobasna (stație c.f.), Stînga Nistrului) — залізничне селище та вантажна станція в Рибницькому районі в Молдові (Придністров'ї). Входить до складу Ковбаснянської сільської ради.
У селищі діє пункт контролю на кордоні з Україною Ковбасна—Слобідка.
Згідно з переписом населення 2004 року у селі проживало 58,8% українців.